# 三井不動産レジデンシャルサービス
三井不動産レジデンシャルサービス株式会社（みついふどうさんレジデンシャルサービス）は、三井不動産グループのマンション管理会社である。

## 概要
分譲マンションの管理受託戸数は17万3496戸（2012年3月現在）。三井不動産レジデンシャルの完全子会社(三井不動産の孫会社)である。グループ中核企業の三井不動産や親会社の三井不動産レジデンシャルとは別個に、三井グループによって財団法人として設立され2010年（平成22年）に三井文庫本館と三井記念美術館からなる公益財団法人に改組された三井文庫の賛助会社となっている。

## 沿革
- 1973年（昭和48年）7月 - 第一メンテナンス株式会社として設立。
- 1981年（昭和56年）4月 - 第一ホーム株式会社と合併、商号を三井不動産住宅サービス株式会社に変更。
- 2014年（平成26年）4月 - 商号を三井不動産レジデンシャルサービス株式会社に、地域会社5社も“三井不動産レジデンシャルサービス（地域名）株式会社”にそれぞれ変更[3]。

## 関連会社
- 三井不動産レジデンシャル - 親会社
- 三井不動産レジデンシャルサービス関西
- 三井不動産レジデンシャルサービス北海道
- 三井不動産レジデンシャルサービス東北
- 三井不動産レジデンシャルサービス中国
- 三井不動産レジデンシャルサービス九州